# HD 57742
HD 57742，又名BD+66 502，SAO 14195、HR 2809，是一颗恒星，视星等为6.47，位于銀經149.69，銀緯28.26，其B1900.0坐标为赤經7h 17m 31.9s，赤緯+66° 28.26′ 43″。